# Пчельніков Андрій Андрійович
Пчельніков Андрій Андрійович (1880, ? — після 1935, ?) — капітан 1-го рангу Військово-морського флоту армії УНР.

## Біографія
Закінчив Морський кадетський корпус (1900). Учасник Першої світової війни, Георгіївський кавалер. Протягом 20-30 травня 1918 року та 14 серпня — 15 листопада 1918 року був помічником начальника Головного Морського штабу Української Держави.
26 квітня 1919 року — 1 січня 1920 року — начальник Головного Морського штабу УНР.
У подальшому перебував у Збройних Силах Півдня Росії.
Білоемігрант, жив у 1929—1935 в Любляні (Словенія).